# Dinoperca petersi
Dinoperca petersi is een vis uit de familie grotzaagbaarzen (Dinopercidae) en behoort daarom tot de orde van baarsachtigen (Perciformes). Het is de enige vis uit het geslacht Dinoperca (Boulenger, 1895).
De vissen worden aangetroffen in tropische wateren tot een diepte van 50 meter in het westen van de Indische Oceaan. Door sportvissers wordt op de vis gejaagd. De vis heeft een zwartachtig-bruine kleur met witte vlekken die verdwijnen wanneer de vis volwassen is. Verder heeft de vis een zwarte band die van de bek naar achteren loopt. De vissen maken een luid "trommelend" geluid.